# نعيم عبد مهلهل
نعيم عبد مهلهل (1 ديسمبر 1957) كاتب وروائي وصحافي عراقي، حائز العديد من الجوائز، وله أعمال أدبية في الرواية والقصة والشعر والتاريخ والديانات القديمة والميثولوجيا السومرية.

## سيرة
ولد عبد مهلهل في العراق، وعمل مدرسًا في الأهوار. ويقيم في ألمانيا.

## نشاطه الثقافي
يكتب عبد مهلهل القصة والنقد الأدبي والشعر والمقالة السياسية ومهتم بالديانات القديمة والميثولوجيا السومرية. اشتغل في الاعلام ككاتب لعمود يومي. وشغل منصب مدير تحرير مجلة الأهوار الفصلية الصادرة عن وزارة الموارد المائية العراقية 2005. ونسب الى العمل في مكتب وزير التربية العراقي لتطوير مدارس اهوار 2012. 2015.
يكتب عموداً يومياً في صحيفة الزمان، وصحيفة الحقيقة، وفي صحف أخرى، كذلك ينشر مقالاته الأدبية في المجلد الثقافي ألف ياء، ويكتب مقالا أدبيا في مجلة تاتو الصادرة عن دار المدى في بغداد، وعمودا يوميا في صحيفة العالم العراقية. وينشر قَصَصه في مجلات العراق والعالم العربي.
عبد مهلهل عضو في الاتحاد العامّ للكُتّاب العرب، والاتحاد العامّ للأدباء والكتّاب العراقيين، وعضو اتحاد الصحافيين العراقيين.

## أعماله
- حدائق الغرام السومرية / قصص / اتحاد كتاب العرب / دمشق / 2001.
- سياحة روحية في المندائية النقية / عن اتحاد الجمعيات المندائية في المهجر / هولندا / 2006
- الأهوار طبيعة ساحرة / منشورات / وزارة الموارد المائية العراقية. عمان / 2006.
- فتاة حقل الرز / قصص / منشورات أور ــ 2000 / العراق / 2006.
- وردة بعطر الزقورة / شعر / دار نينوى / دمشق / 2007.
- المندائية من آدم (ع) وحتى قراءة الخامنئي / دار نينوى /دمشق / 2007.
- الأهوار ــ قصة المكان والحضارة ــ سيناريو سينمائي / وزارة الموارد المائية العراقية / 2007.
- الميثولوجيا من نرام - سين إلى بول بريمر / مقالات ورؤى / دار نينوى / دمشق / 2007.
- اليوم الأخير في حياة الأمير ــ قصص ــ دار نينوى / دمشق/ 2007.
- طوبوغرافيا المكان من أربيل إلى حاج عمران / دار نينوى / دمشق / 2007.
- جمهورية السيدة زينب / مقالات / دار نينوى 2007.
- النساء وعاطفة النبي يوسف / شعر / دار نينوى 2007.
- كتاب الرحلات (طنجة أور ــ ناقة أبن بطوطة وعكاز الخبز الحافي) / 2008/ منشورات أور / 2000.
- أنف الوردة. أنف كليوباترا / رواية / منشورات أور /2000/ 2008.
- عصافير الشارع المندائي / شعر / منشورات اتحاد الجمعيات المندائية في المهجر / دمشق / 2008.
- رواية أنف كليوباترا أنف الوردة / دار نينوى للنشر: دمشق 2010 / طبعة ثانية.
- حمام نساء في اور / دار فضاءات /عمان /2010 /.
- كتاب الشعر باللغة الألمانية والعربية ملائكة في سماء زولنكن / دار نينوى دمشق / 2010.
- صلاة عشتار لأسماء صقر القاسمي...! الأسلاف يوقعون بهجة الروح شعريا..! / دراسة نقدية جمالية / دار نينوى /دمشق 2010.
- موناليزا مندائية على جدران اللوفر / دار فضاءات للنشر والتوزيع / عمان 2010.
- التأريخ الأسطوري لاحمر الشفاه / دار نينوى / دمشق / 2011.
- عراق رومي شنايدر / دار فضاءات /عمان 2011.
- موسيقى الجسد الألماني / شعر / دار نينوى / 2011.
-ـ عدن جنة الفقراء / ألواح أثرية / دار نينوى / دمشق 2011.
- الأهوار من طوفان نوح حتى قهوة المضائف / طبعة ثانية / دار نينوى / دمشق 2011.
- جنكيز خان / رواية / طبعة ثانية في مشروع النشر المشترك بين دار نينوى ودار ميزوبوتاميا / 2011.
- الناصرية. مواويل أور وعكد الهوا. مشروع النشر المشترك بين دار نينوى في دمشق ودار ميزوبوتاميا في بغداد /2012.
- غراميات شاكيرا وسلمان المنكوب / قصص / مشروع النشر المشترك بين دار نينوى في دمشق ودار ميزوبوتاميا في بغداد /2012.
- بكاء مقابر الإنكليز في بابل / رواية / دار نينوى للطباعة والنشر / دمشق 2012.
- سان جون بيرس وكافافيس قصيدة اللذة والمدائح والأساطير / دراسات / مشروع النشر المشترك بين دار نينوى في دمشق ودار ميزوبوتاميا في بغداد /2012.
- كركوك. الليل التركماني وقناديل بابا كركر / رواية / مشروع النشر المشترك بين دار نينوى في دمشق ودار ميزوبوتاميا في بغداد /2012.
- عبد الله بشراحيل صناعة الوردة من عطر مكة / دراسة جمالية / النشر المشترك بين دار نينوى في دمشق ودار ميزوبوتاميا في بغداد / 2012.
- العلاج بشفاء الصوفية / شعر / دار نينوى للطباعة والنشر والتوزيع / دمشق 2012.
ــ المندائية ــ العراق بردائه الأبيض / وزارة الثقافة العراقية / مشروع بغداد عاصمة الثقافة / 2013
ــ غابريل ماركيز يكتب عن مدينة سامراء / رؤى ومقالات / دار ميزوبوتاميا /بغداد 2013.
ــ مدينة الجبايش / سياحة في مدن الأهوار / دار ميزوبوتاميا /بغداد 2013
- الآلهة والجواميس في مديرية الأمن / رواية / دار ميزوبوتاميا /بغداد 2014
- مدن حريم السلطان / رواية / دار نينوى للطباعة والنشر / دمشق 2014.
ــ النشيد الأممي لمعدان باريس / قصص / دار ميزوبوتاميا /بغداد 2014
ــ الفياغرا وشهية الجلوس مع باولو كوهلو / قصص / دار ميزوبوتاميا /بغداد 2014
ــ روايات طفولتنا الهندية / رؤى ومذكرات / دار ميزوبوتاميا /بغداد 2014
ــ الناصرية ، وجوه الأنبياء والفقراء / مذكرات / دار نينوى / دمشق 2014
ــ وجهوه في مرايا الناصرية / 7 أجزاء / دار نينوى للطباعة والنشر ،  دمشق
- برجيت باردو وغلاف مجلة ،  رواية ، دار نينوى للطباعة والنشر ،  دمشق ،  2016 .
- أدم، حواء - وردتان تهبطان بمظلة ، رواية ،  دار نينوى للطباعة والنشر،  دمشق 2017 .
- أمازيغ ليل الأهوار وأوسلو ،  رواية ، دار نينوى للطباعة والنشر ، دمشق ،  2017.
ــ ايروتيكيا التماثيل والصور ــ رواية ــ دار نينوى للطباعة والنشر ــ دمشق ــ
ــ العودة الى مدن الكنز ــ ربا ، رواية ، دار ميزر للطباعة والنشر ، مالمو ــ السويد 2018.
ــ رائحة قميص النوم ــ قصائد صوفية ــ دار الدراويش للطباعة والنشر والتوزيع ـ بلوفديف ــ بلغاريا
ــ البيتلز يشترون مقابر في الكوت ، رواية ، دار نينوى للطباعة والنشر دمشق ، 2019.
ــ توراة المتنبي ، رواية ــ دار نينوى للطباعة والنشر في دمشق 2019
ــ أهوار كافافيس وشهوة القلم الباركر / دار التأويل للطباعة والنشر / مالمو ــ السويد
ــ النظر بعيون سومرية الى طنجة ومراكش / رواية ــ دار نينوى للطباعة والنشر في دمشق 2020.
ــ معدان أثينا / رواية ــ دار نينوى للطباعة والنشر في دمشق 2020.
ــ حروب البيتلز / رواية ــ دار نينوى للطباعة والنشر في دمشق 2020.
ــ الأشِوريون ــ الفراعنة ــ الفرس /  كتاب في رؤى التاريخ ــ دار المحيط للطباعة والنشر ــ الفجيرة ــ دولة الأمارات العربية المتحدة .2021
ــ سوق سيد سعد بعد مئتي عام / قصص / دار نينوى للطباعة والنشر في دمشق 2021.
ــ أنبياء الأهوار / قصص / إصدار مجلس الأعمال العراقي / المؤسسة العربية للدراسات والنشر / عمان 2021.
ــ قمرٌ ثوبه القصب / رواية ــ دار نينوى للطباعة والنشر في دمشق 2021.
ــ جنود حروب كوكب الشرق / رواية ــ دار كلمة للنشر والتوزيع / تونس / 2021
ــ دمعة محسن وإيطالية المسكينة / قصص / دار نينوى للطباعة والنشر في دمشق 2021.
ــ سبيةٌ ايزدية في مزهرية / رواية / المؤسسة العربية للدراسات والنشر / بيروت 2022.
أوروك هايكو الغرام لجلجامش / رواية / شركة زين للاتصالات السودانية / الخرطوم.
ــ صفحة الحلاج في الفيس بوك / رواية ــ دار نينوى للطباعة والنشر في دمشق 2022
ــ فراشات سومرية في طنجة / رواية ــ دار نينوى للطباعة والنشر في دمشق 2022

## جوائز
ــ جائزة الرواية العربية في تونس / 2021عن روايته جنود حروب كوكب الشرق.
ــ جائزة الطيب صالح العالمية للكتابة الأدبية / الجائزة الأولى / فرع الرواية/ عام 2021.
ــ القائمة الطويلة لجائزة الشيخ زايد للكتاب / فرع الآداب / 2020.
ــ جائزة محمد جنداري للقصة القصيرة / الجائزة الأولى / نينوى 2018
- جائزة القصة القصيرة في مسابقة اتحاد كتاب العرب/ دمشق عن قصته (تفاحة دلمون) عام 2007.
- الجائزة الثانية في مجال الرواية عن روايته (جنكيز خان) في مسابقة مجلة دبي الإبداعية الكبرى/ دار الصدى للصحافة والأعلام دبي 2007.
- جائزة العنقاء الذهبية في المجال القصصي عام 2007 التي يقدمها بيت القصة
- جائزة الدولة في الرواية 2003.
- الجائزة الأولى في القصة بمسابقة الاتحاد العام للأدباء والكتاب في العراق عن قصة (كاهنة ديوان الوزارة) 1995.
- الجائزة الأولى في القصة لمسابقة اتحاد أدباء وكتاب ذي قار عام 1994 عن قصته (دموع حمزاتوف).
- جائزة القصة / المرتبة الأولى في مسابقة مجلة المرأة عام 1990 عن قصة (فتاة الاستعلامات).